# 格雷納
格雷納（丹麥語：Grenaa），丹麥日德蘭半島上的一座城市，北久斯蘭市鎮的行政中心。